# NGC 2195
NGC 2195 est une paire d'étoiles situé dans la constellation d'Orion.
L'astronome germano-britannique J. Gerhard Lohse a enregistré la position de cette paire d'étoiles en 1886.